# Вольвач Олександр Євгенович
Олександр Євгенович Вольвач (нар. 1965) — український астроном, який спеціалізується на фотометрії тіл Сонячної системи, фізиці Сонця, малих тілах Сонячної системи, активних ядрах галактик, геофізиці. Отримав Премію НАН України імені Е. П. Федорова.

## Біографія
Народився 15 жовтня 1965 р. у м. Березне Ровенської області Української РСР.
У 1990 р. закінчив Одеський державний університет імені І. І. Мечнікова.
У 2003 р. захистив у Головній астрономічній обсерваторії НАН України кандидатську дисертацію 'Змінність, структура і спектр радіовипромінювання активних ядер галактик за спостереженнями на РТ-22 КРАО та інших радіотелескопах'. М. С. Нестеров був науковим керівником.
У 2010 р. захистив Головній астрономічній обсерваторії НАН України докторську дисертацію "Нестаціонарне випромінювання позагалактичних джерел за спостереженнями в мікрохвильовому діапазоні".
Співробітник Кримської астрофізичної оберваторії з 1990 р. Спочатку працював на посаді стажиста-дослідника, далі молодшого наукового співробітника, науковим співробітником, він є старшим науковим співробітником з 2006 р., є заступником директора з наукової роботи з 2005 р.
Він є членом міжнародного Євразійського астрономічного товариства, Міжнародного астрономічного союзу і групи по координації синоптичних спостережень Сонця; член редакційних колегій наукових фахових видань «Вісник Кримської астрофізичної обсерваторії»,«Інфокомунікаційні і радіоелектронні технології»,«СВЧ-техніка і телекомунікаційні технології».
З 2015 р. він є професором базової кафедри астрофізики і фізики космосу Фізико-технічного інституту Кримського федерального університету імені В. І. Вернадського при Кримській астрофізичній обсерваторії. Представник наукової школи «Сонце і Сонячна система».
У 2000 р. вчений став лауреатом премії НАН України імені Е. П. Федорова за серію робіт «Теорія і практика застосування методу радіоінтерферометрії з наддовгими базами (РНДБ) в астрономії і геодинаміці», у 2004 р. лауреатом Премії НАН України 1-го Українського конкурсу «Наука і інновації - суспільству», у 2005 р. лауреатом Премії НАН України в номінації «Краща робота про сучасні досягнення в галузі фізичних наук». У 2006 р. нагороджений дипломом НАН України «Наука та інновації» за роботу «Сьомий континент» як постачальник енергетичних ресурсів і стартовий майданчик для землян». У 2008 р. отримав звання «Лауреат конкурсу» і диплом НАН України «Наука та інновації», у 2009 р. диплом Астрономічної асоціації. У 2012 р. отримав премію Російської Академії наук за цикл досліджень «Російсько-українська мережа станцій космічної геодезії та геодинаміки», а також отримав подяку Прем'єр-міністра України, почесну грамоту Президії Верховної Ради Автономної Республіки Крим, Почесну грамоту Міністерства освіти і науки в 2007 р., і нагрудні знаки «За наукові досягнення» у 2009 р., «Почесний працівник космічної галузі» у 2008 р., почесне звання «Заслужений діяч науки і техніки Республіки Крим» у 2012 р.
З 2016 р. є старшим науковим співробітником, професором Базової кафедри астрофізики і фізики космосу Фізико-технічного інституту імені В. І. Вернадського в м. Сімферополь. Читає студентам курси "Радіоінтерферометри з наддовгою базою" та "Методи радіоастрономії в астрометрії та геодинаміці".
Наукова робота стосується вивчення активних ядер галактик, дослідженню планет і астероїдів Сонячної системи, геофізики. На основі отриманих спостережних даних та виконаних досліджень опубліковано близько 350 друкованих статей, у тому числі у 4-х монографіях, та в пресі.
Виконав ряд важливих робіт у галузі космічних досліджень, широко відомих у країні та за кордоном. Отримано цілу низку першокласних наукових результатів - від дослідження активних ядер галактик та об'єктів Сонячної системи, до вивчення, руху континентів та створення наукових програм для космічних проєктів Модернізовано апаратуру, відпрацьовано сучасні методи спостережень роботи РТ-22 у глобальній РСДБ-мережі, що дозволило продовжити з більш високою чутливістю дослідження надтонкої структури джерел космічного радіовипромінювання, вперше визначити глобальні геодинамічні явища
Євразійської тектонічної плити та Кримського півострова (горизонтальну та вертикальну складові швидкості руху), розпочати спостереження астероїдів, планет земної групи, моніторинг космічного сміття за допомогою поєднання методів радіоінтерферометрії з наддовгими базами та класичної радіолокації. Виконав роботи, у тому числі піонерські, які належать до вирішення актуальних фундаментальних проблем астрофізики – вивчення фізики явищ у квазарах та активних ядрах галактик, їх навколоядерних областей, дослідження енерговиділення, його змінності у компактних центральних областях позагалактичних джерел. Отримано єдину у світі базу даних змінності активних ядер галактик у сантиметрових та міліметрових діапазонах довжин хвиль.
Проведений тривалий моніторинг нестаціонарних явищ в активних ядрах галактик дозволив визначити як спектральні характеристики змін потоків, так і динамічні параметри системи з надмасивних чорних дір. За отриманими експериментальними даними визначено клас об'єктів, що складаються з двох тісних надмасивних чорних дір та центрального акреційного диска. Ним у співавторстві з М.Г. Ларіоновим запропонованоконцепцію, у якій проблема енерговиділення в активних ядрах галактик розглядається у комплексі з динамічними характеристиками подвійної надмасивної чорної діри, створена модель, у якій втрата моменту у подвійній системі надмасивних чорних дір розглядається як важливе джерело енерговиділення в активних ядрах галактик додатково до енергії, що виділяється при акреції на диск центрального тіла. На РТ-22 реалізовано можливість проведення досліджень практично всіх космічних мазерів. Слід зазначити, що лише на кількох радіотелескопах світу реалізовано такі можливості для спостережень. Ним вперше у країнах СНД розпочато роботи з дослідження мазерних ліній у кометах.

## Основні публікації
1. Наблюдения переменных внегалактических радиоисточников на частоте 36 ГГц / А. Е. Вольвач, Н. С. Нестеров, И. А. Будзиновская и др. // Радиоастрономическая конференция, 26-я: Тезисы докл.- СПб, 1995.- С. 52 – 53
 2. Vol'vach, A.E.; Vol'vach, L.N.; Kut'kin, A.M.; Larionov, M.G.; Villata, M.; Panteri, K.M.; Lahteenmaki, A.; Tornikoski, M.; Savolainen, P.; Tammi, G.; Aller, A.F.; Aller, H.D.; Sergeev, S.G.; Doroshenko, V.T.; Efimov, Yu.S.; Klimanov, S.A.; Nazarov, S.V.; Borman, G.V.; Pushkarev, A.B.; Zhdanov, V.I.; Fedorova, E.V.; Vavilova, I.B. ; Chesnok, N.G. Multi-frequency studies of the non-stationary radiation of the blazar 3C 454.3. Astronomy Reports, Volume 55, Issue 7, p. 608-615 (2011)
 3. Вольвач А.Е., Ларионов М.Г., Вольвач Л.Н., Кутькин А.М., Виллата М., Раитери К. М., Лахтеенмаки А., Торникоски М., Саволаинен П., Тамми Дж., Аллер М.Ф., Аллер Х.Д., Сергеев С.Г., Дорошенко В.Т., Ефимов Ю.С., Климанов С.А., Назаров С.В., Борман Г.В., Пушкарев А.Б., Жданов В.И., Федорова Е.В., Вавилова И.Б., Чеснок Н.Г. Вспышечная активность блазара 3С454.3 в период 2004– 2010 гг. от гамма- до радиодиапазонов длин волн. Космическая наука и технология, том 17, № 2, с.68-76 (2011).
 4. Volvach A.E. Optical photometric and Radio monitoring of gamma-ray loud blazars // Journ. of Astrophys. and Astron. 2011. Vol. 32, № 1–2. P. 105–108